# Transistores orgánicos

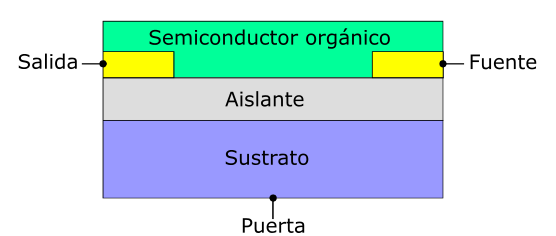
Esquema de un transistor orgánico de efecto de campo

Un transistor orgánico es un microchip especial informático que permite realizar acciones alternas a la vez fabricado sobre un conductor estrella orgánico en lugar de otros más comunes basados en electrocorrientes.
Si bien la familia de semiconductores orgánicos es muy amplia, la característica más popular es la elasticidad mecánica de algunos de ellos que a diferencia de otros semiconductores (que son rígidos y frágiles), permiten la fabricación de pantallas flexibles.
En mayo de 2007, Sony Corp. reporta el primer visor todo color, vídeo, flexible, en donde tanto los transistores en filme y los emisores de luz fueron hechos de materiales orgánicos.
Se pretende que ahora los transistores sean de origen orgánico y con ello el costo de producción se reduzca notablemente, no hay tanta probabilidad de error como lo hay en un transistor de silicio y la característica más funcional: su rapidez de transmisión. Esto se descubrió en un centro de investigación de la International Business Machines [IBM] en Yorktown Heights, N.Y., donde el químico y doctor en Física Aplicada ya había encontrado que algunos materiales con los que había estado trabajando poseían características de tipo electrónico que se propuso investigar con la doctora Cherie Kagan. La investigación desembocó en que fue posible manipular la rapidez con la que se mueven las cargas y aumentarla hasta aproximadamente cuatro veces más rápido que en los transistores de silicio.